# Tungning
Kongeriget Tungning var et kongerige på den sydvestlige side af øen Taiwan fra 1661 til 1683, der var tilhænger af mingdynastiet selvom mingdynastiet i Kina var blevet erstattet af qingdynastiet. Kongeriget var grundlagt af Koxinga (også kaldet Zheng Chenggong), en tidligere minggeneral, der håbede at han på Taiwan kunne opbygge en hær der kunne angribe Kina og genskabe mingdynastiet.

## Historie
Kongedømmet blev oprettet af Koxinga, som besejrede de hollandske kolonister efter en belejring af Fort Zeelandia. Hollænderne havde inden da kontrolleret øen i knapt 40 år. Koxinga døde af malaria i 1662, da 39 år gammel. Hans søn, Zheng Jing, arvede styret efter faderens død. Under de følgende 19 år forsøgte han at organisere sine militære styrker i Taiwan. Han forsøgte at forsvare Xiamen, Jinmen og Pescadorerne, men uden held. Under de tre feudalherrers oprør angreb han Fujian. Hans styrker blev besejrede, og han vendte tilbage til Taiwan, hvor han døde en tid senere efter en tids sygdom.
Det var imidlertid uklart hvem Zheng Jings efterfølger skulle være. Kongerigets generaler og ministre delte sig i to lejre om Jings to sønner. Efter en kamp overtog hans yngre søn, den 12-årige Zheng Keshuang, tronen. I 1683, efter slaget vid Penghu, gik Keshung med på Qing-kejserens ønske og fratrådte. Kongedømmet gik der efter ind i Qing-riget som en del af Fujian.
23°06′16″N 120°12′29″Ø / 23.1044°N 120.2081°Ø